# Kåre Dæhlen
Kåre Dæhlen (* 23. Oktober 1926; † 23. Mai 2020) war ein norwegischer Diplomat.
Dæhlen erwarb den akademischen Grad Candidatus philologiæ (cand.philol). Im Jahr 1955 begann er für das norwegische Außenministerium tätig zu werden. Unter anderem war er von 1974 bis 1975 norwegischer Botschafter in Griechenland, von 1981 bis 1986 dann in Polen, sowie von 1986 bis 1990 in Indien und schließlich von 1990 bis 1994 in Österreich.

## Auszeichnungen
- 1994: Großes Goldenes Ehrenzeichen am Bande für Verdienste um die Republik Österreich[2]